# Rapala lankana
Rapala lankana is een vlinder uit de familie van de Lycaenidae. De wetenschappelijke naam van de soort is, als Deudorix lankana, voor het eerst geldig gepubliceerd in 1879 door Frederic Moore.